# Pietersembos
Het Pietersembos is een natuurgebied in de Belgische provincie Limburg. Het gebied maakt deel uit van het Nationaal Park Hoge Kempen en bevindt zich in de gemeente Lanaken. Deel uitmakend van de voormalige heerlijkheid Pietersheim werd het daarnaar vernoemd. Het gebied is Europees beschermd als onderdeel van Natura 2000-gebied (habitatrichtlijngebied BE2200035 en overlappend vogelrichtlijngebied BE2200727 'Mechelse heide en vallei van de Ziepbeek').

## Geschiedenis
Het gebied behoorde aanvankelijk tot het kasteeldomein van Pietersheim, en is in de 18e eeuw gedurende enige tijd ontbost geweest. Vóór die tijd, en ook daarna, was het onderdeel van een groot bosgebied. Delen van het bos hebben daardoor een hoge ouderdom.
255 hectare van het 415 hectare grote reservaat werd ten tijde van de mijnbouw gebruikt voor de productie van naaldhout. Dit gedeelte werd omgevormd tot een natuurlijk eiken- en berkenbos met wandel- en ruiterzones. De overige 160 hectare zijn ontoegankelijk voor het publiek ter bescherming van de valleien van de Asbeek.
In de periode van 1970 tot 1994 werd het bos overgekocht van privé-eigenaren waardoor het nu één geheel vormt. Het beheer van het gebied is in handen van het Agentschap voor Natuur en Bos.
165 ha van het gebied is sinds 2009 beschermd als bosreservaat. Dit betekent dat er, na een kortstondige start waarbij Amerikaanse vogelkers en Amerikaanse eik werden verwijderd, geen beheer meer plaatsvindt, afgezien van de open terreinen.
Het reservaat, dat zich deels op de steilrand van het Kempens Plateau bevindt, bestaat voornamelijk uit gemengd bos met grove den en berk. Ook vindt men nog wintereiken, witte klaverzuring, boswederik en dalkruid. Het Asbroek maakt deel van dit gebied uit.

## Fauna en flora
In het gebied treft men berken, grove dennen, Corsicaanse dennen, zomereiken, wintereiken, elsen en moeraseiken aan. Daarnaast zijn er de beuken langs de dreven die door de heren van Pietersheim werden aangeplant. Wijfjesvarens, mannetjesvarens, dubbelloof, koningsvarens. adelaarsvarens en brede stekelvarens komen er eveneens voor. Amfibieën ontwikkelen zich in de poelen.

## Waterhuishouding
In het Pietersembos hebben de prinsen de Merode die het kasteel Pietersheim bewoonden, in het verleden vijvers aangelegd die in de loop der jaren zijn drooggevallen. Anno 2020 heeft men drie van de zeven drooggevallen vijvers die er oorspronkelijk waren opnieuw met water kunnen vullen met water van de Asbeek, onder meer de Lepelvormvijver. Hierdoor voorkomt men onder meer het afsterven van bomen en het grondwaterpeil wordt hiermee verhoogd.  

### Asbeek en Asbeekvijvers
De natuurlijke Asbeek wordt gevoed door twee echte bronnen, kwelwater dat op ongeveer 65 m hoogte uit de steilrand van het Kempens Plateau stroomt. De bronnen liggen ongeveer 200 m uit elkaar. De Asbeek liep doorheen de Neerharenheide naar Rekem. Met een deel van het water worden de vijf getrapte Asbeekvijvers van water voorzien.
Rond 1800 begon men met de aanleg van het Asbeekkanaal dat gedeeltelijk evenwijdig loopt met de Asbeek en door haar wordt gevoed. Het kanaal zorgde voor extra water voor de Heidemolen in Lanaken en werd aangesloten op de Lepelvormvijver, een wijer voor de Heidemolen. 

## Galerij

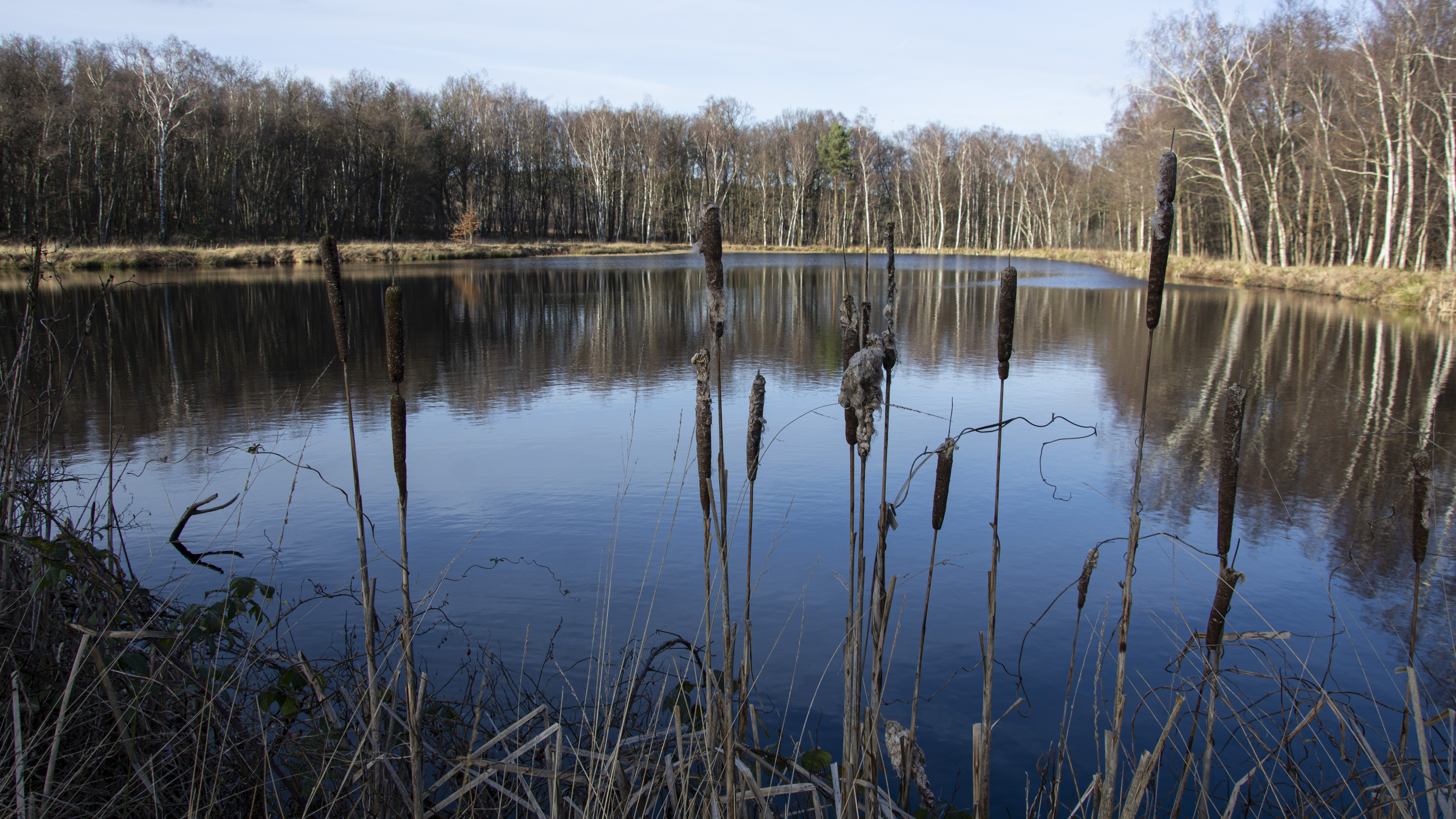
Een Asbeekvijver
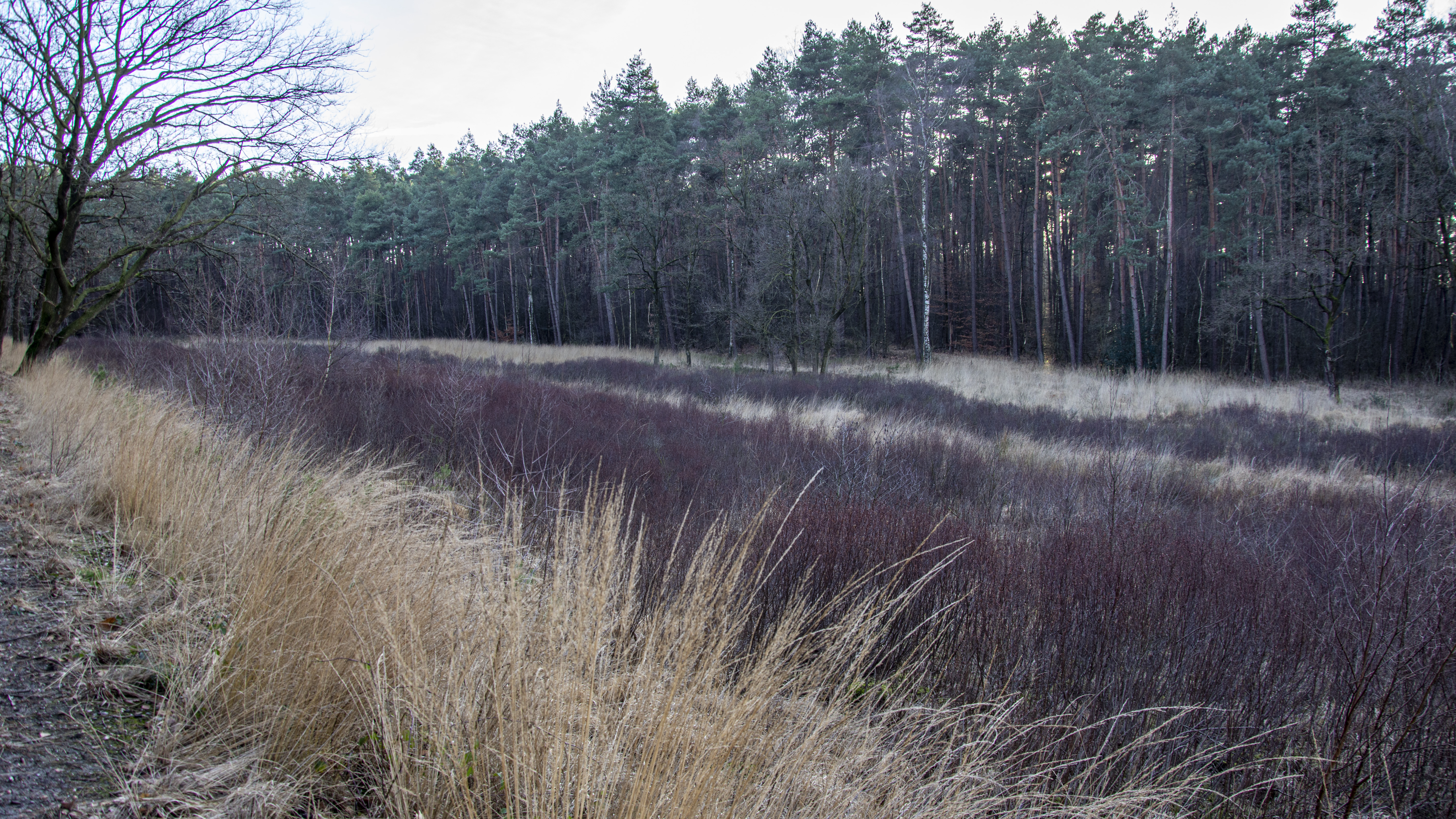
Het oostelijk brongebied
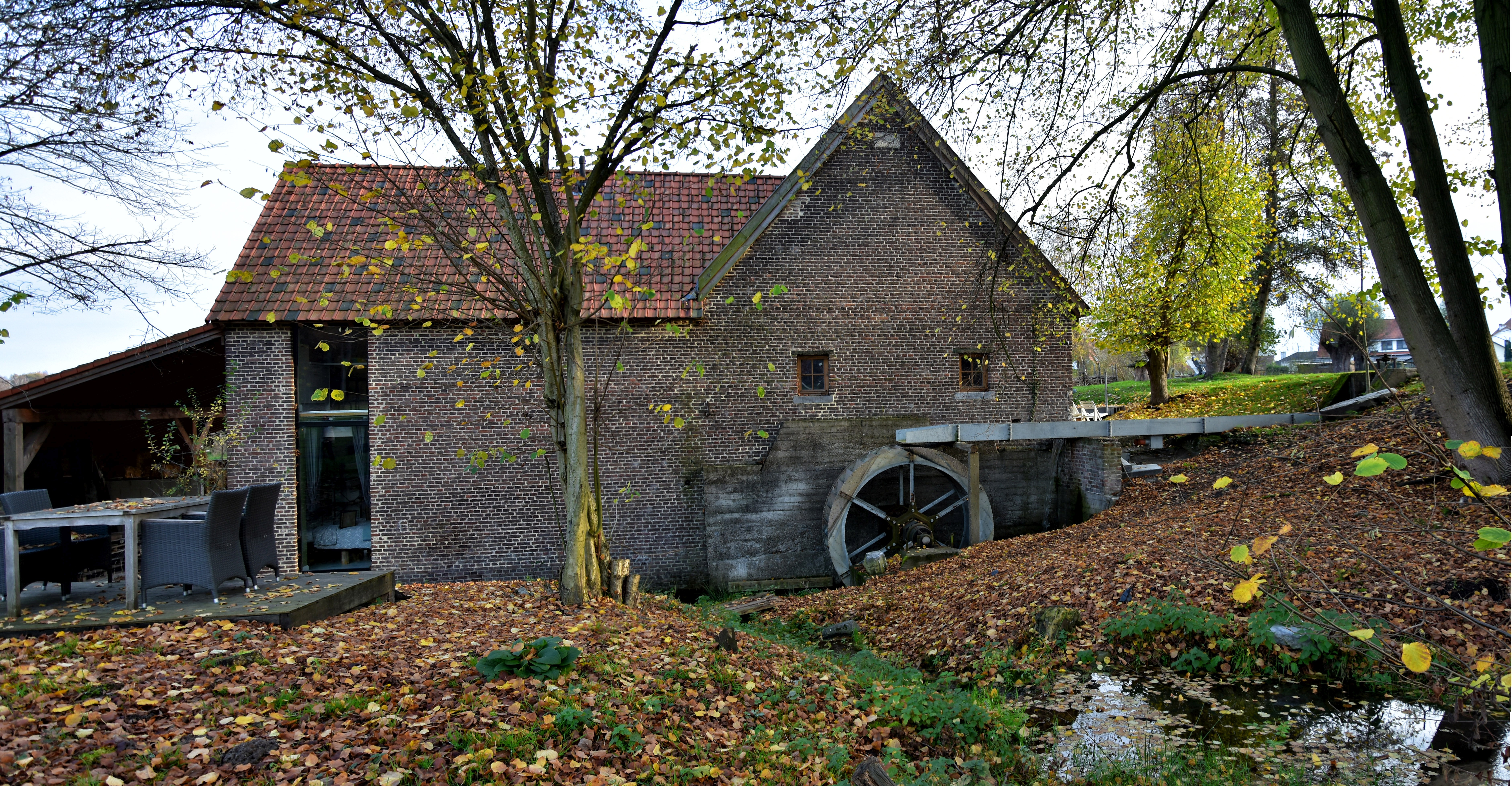
De van oorsprong 16e-eeuwse Heidemolen met vernieuwd waterrad
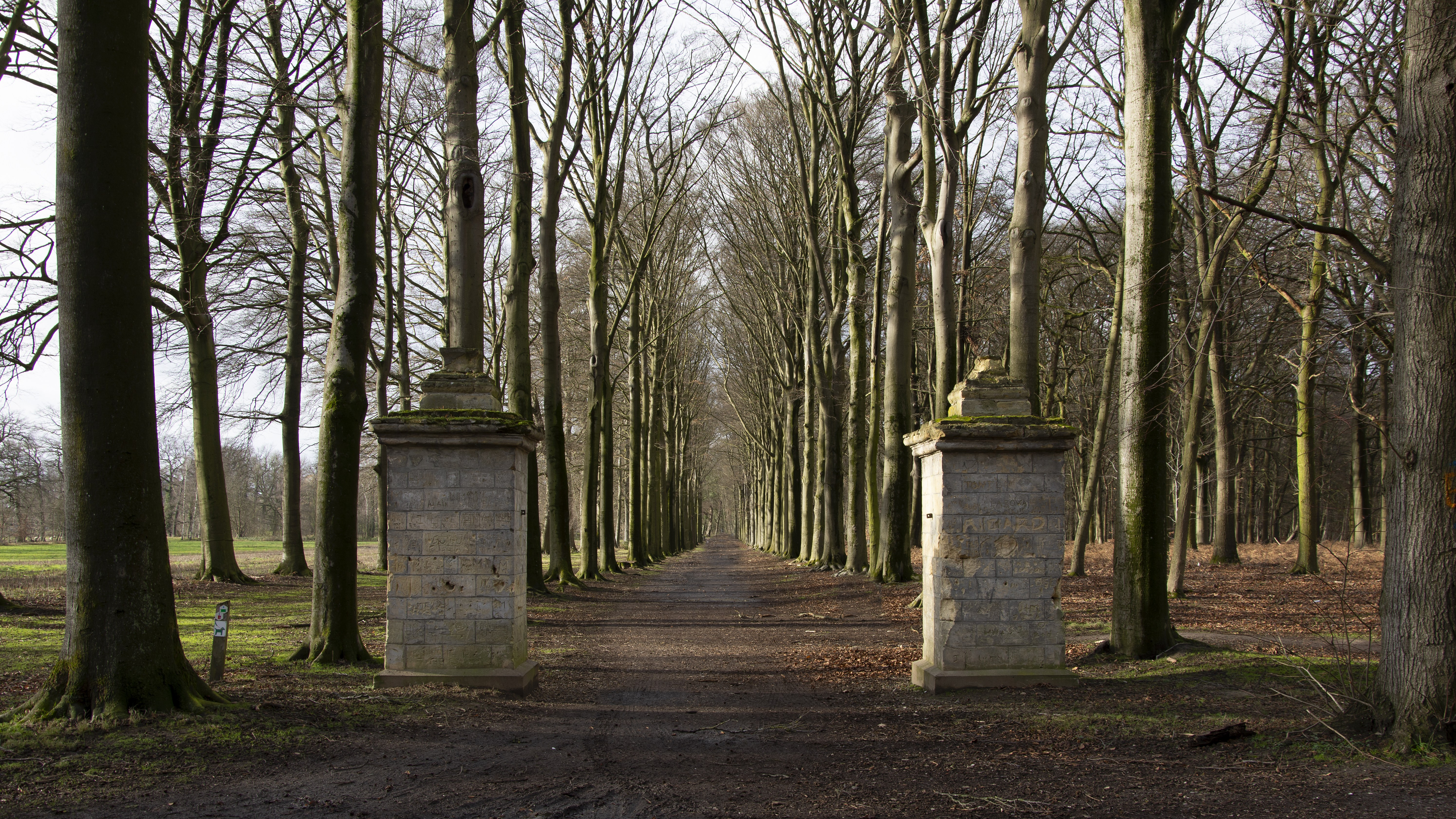
Een van de beukendreven
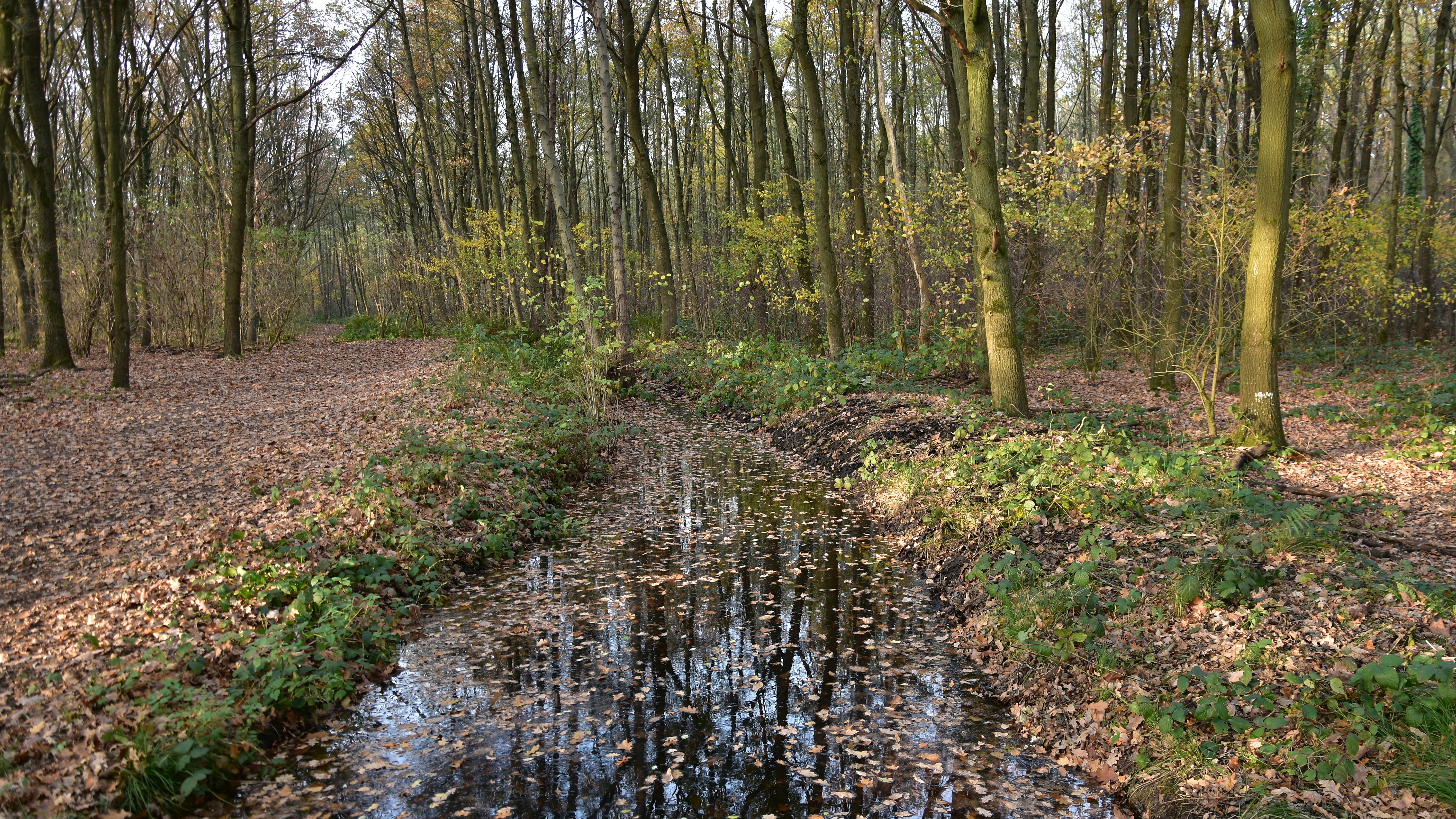
Het water van de Onze-Lieve-Vrouwebron in de oude bedding van het Asbeekkanaal
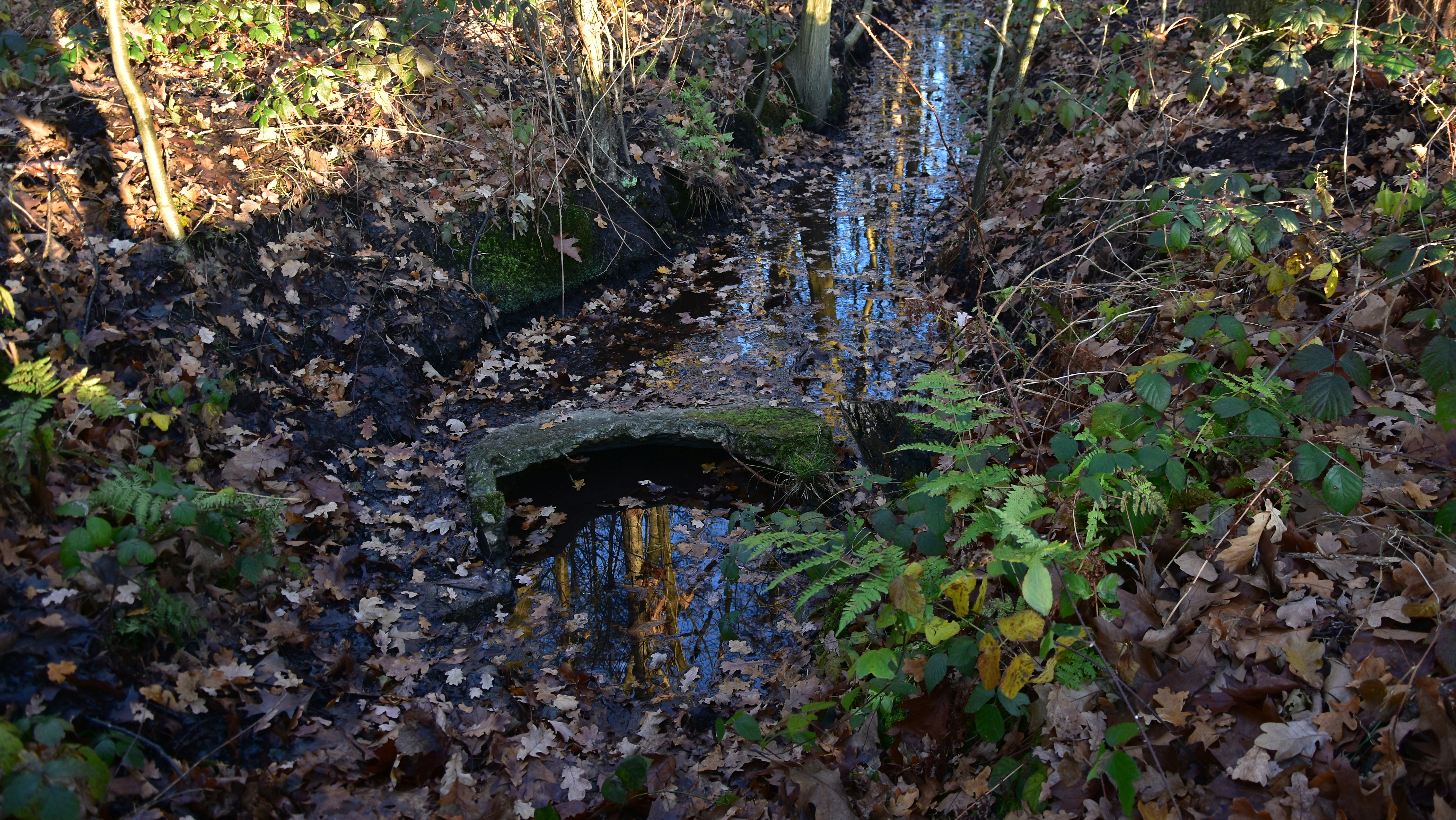
Onze-Lieve-Vrouwebron
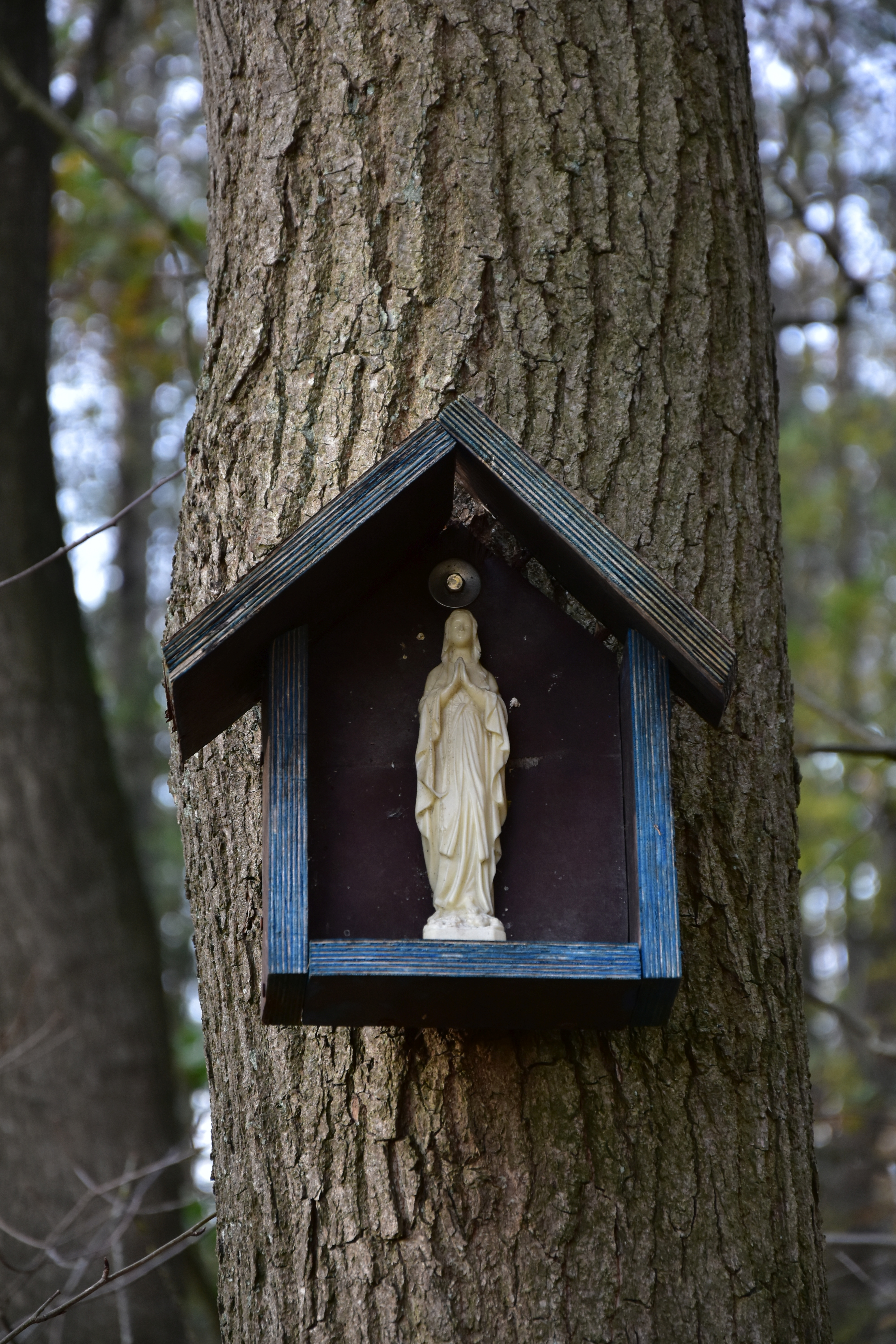
Bij de Onze-Lieve-Vrouwebron
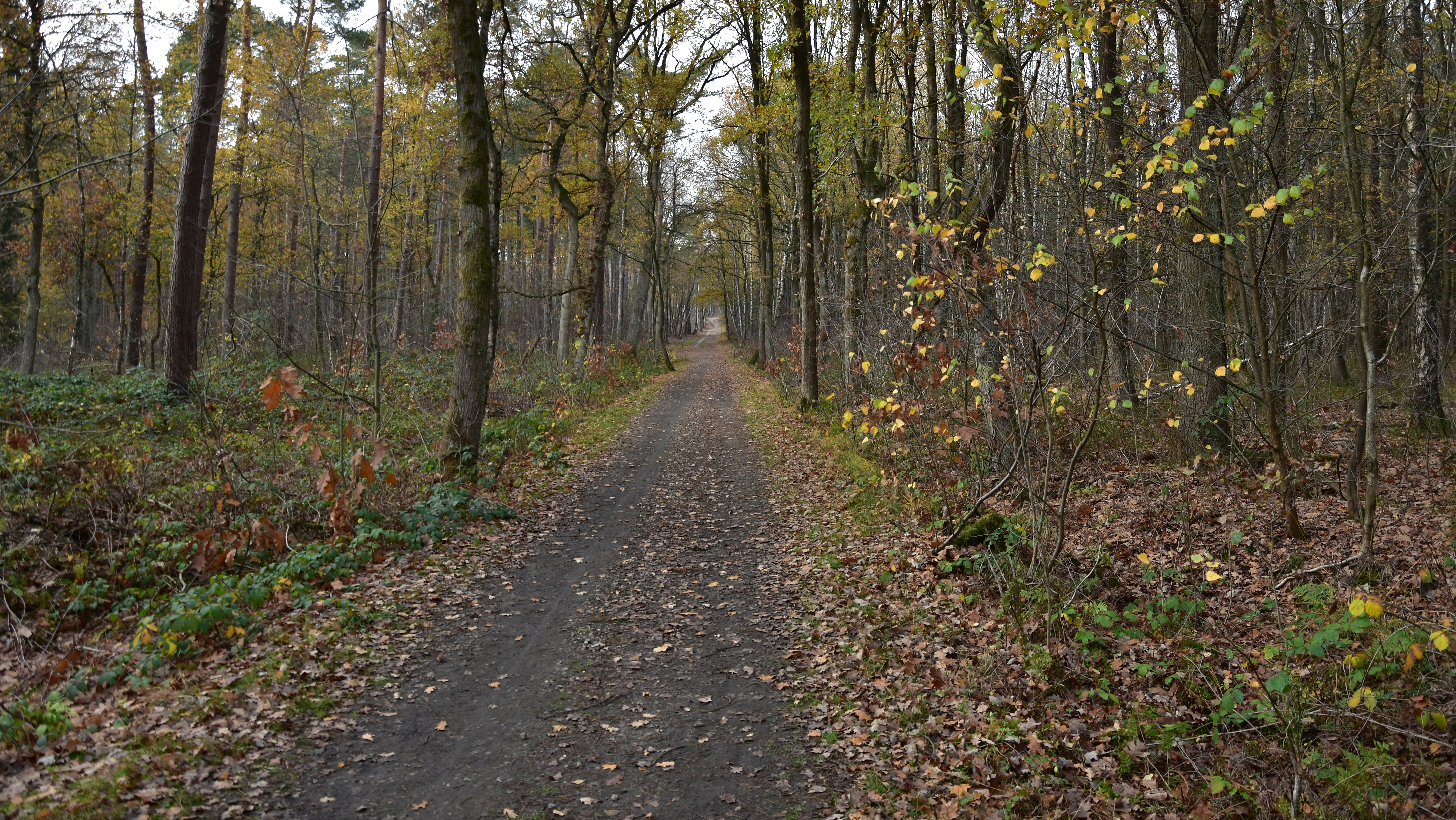
Kleine Lei richting het Kempens plateau
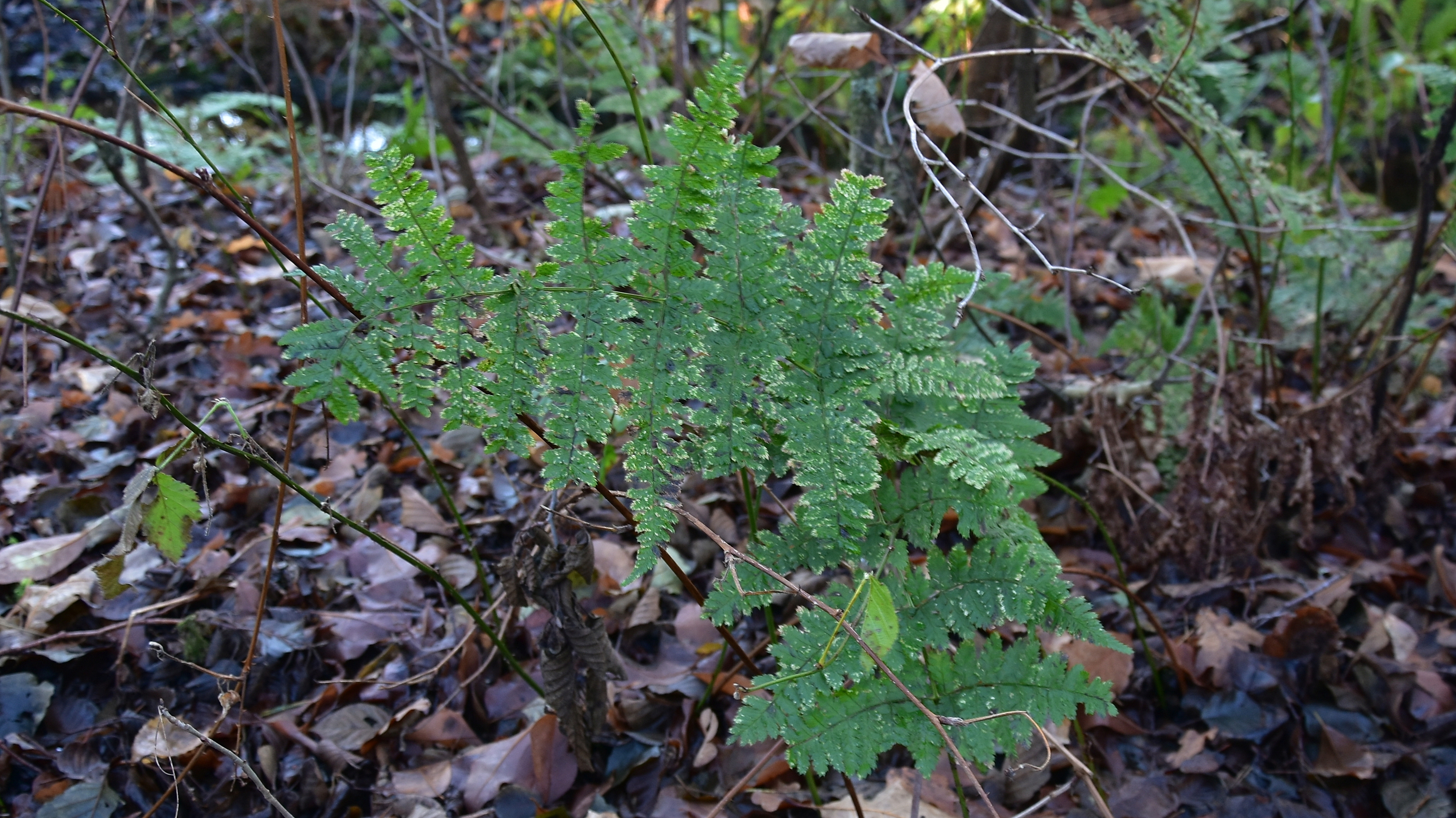
Brede stekelvaren
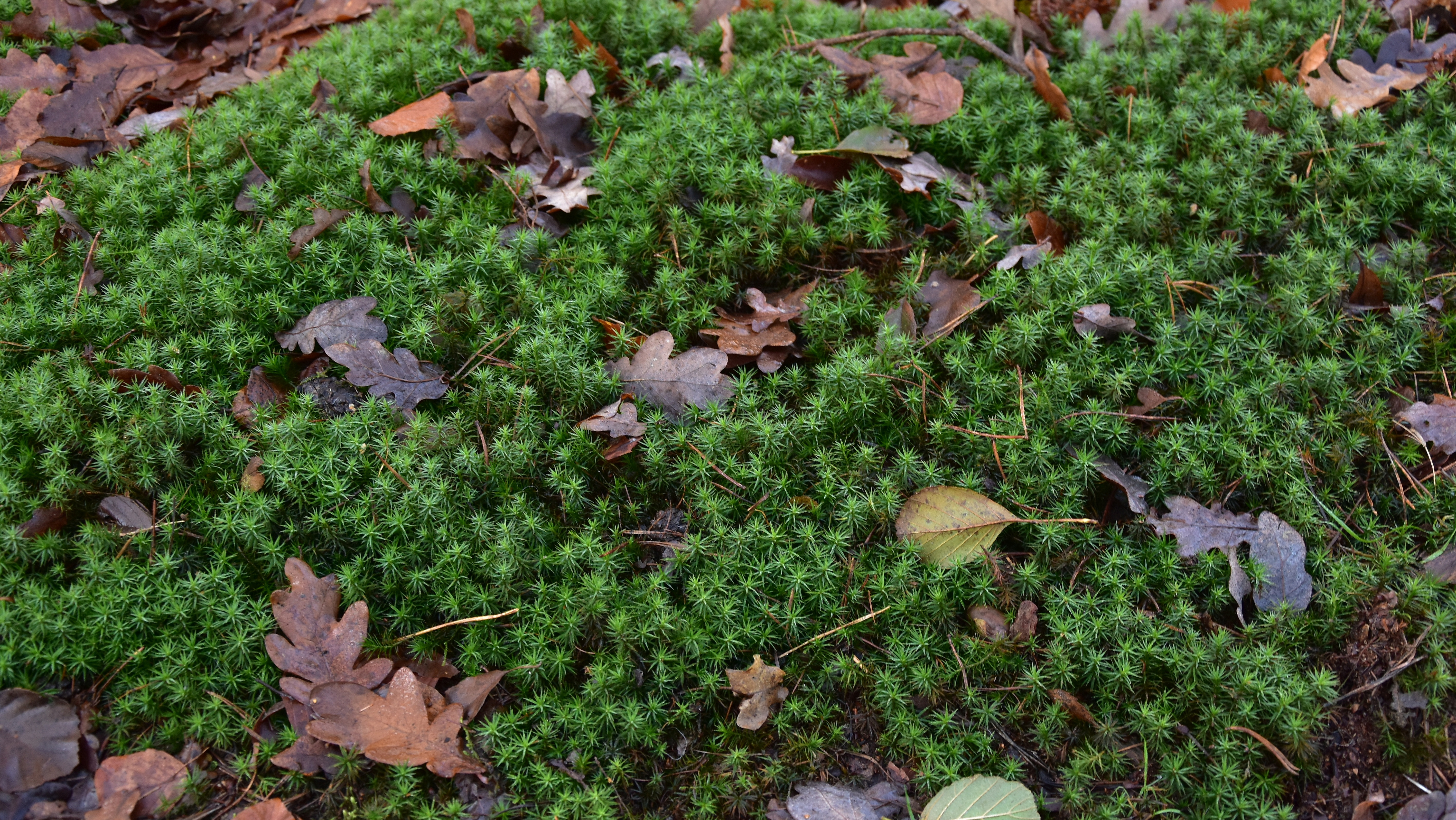
Haarmos
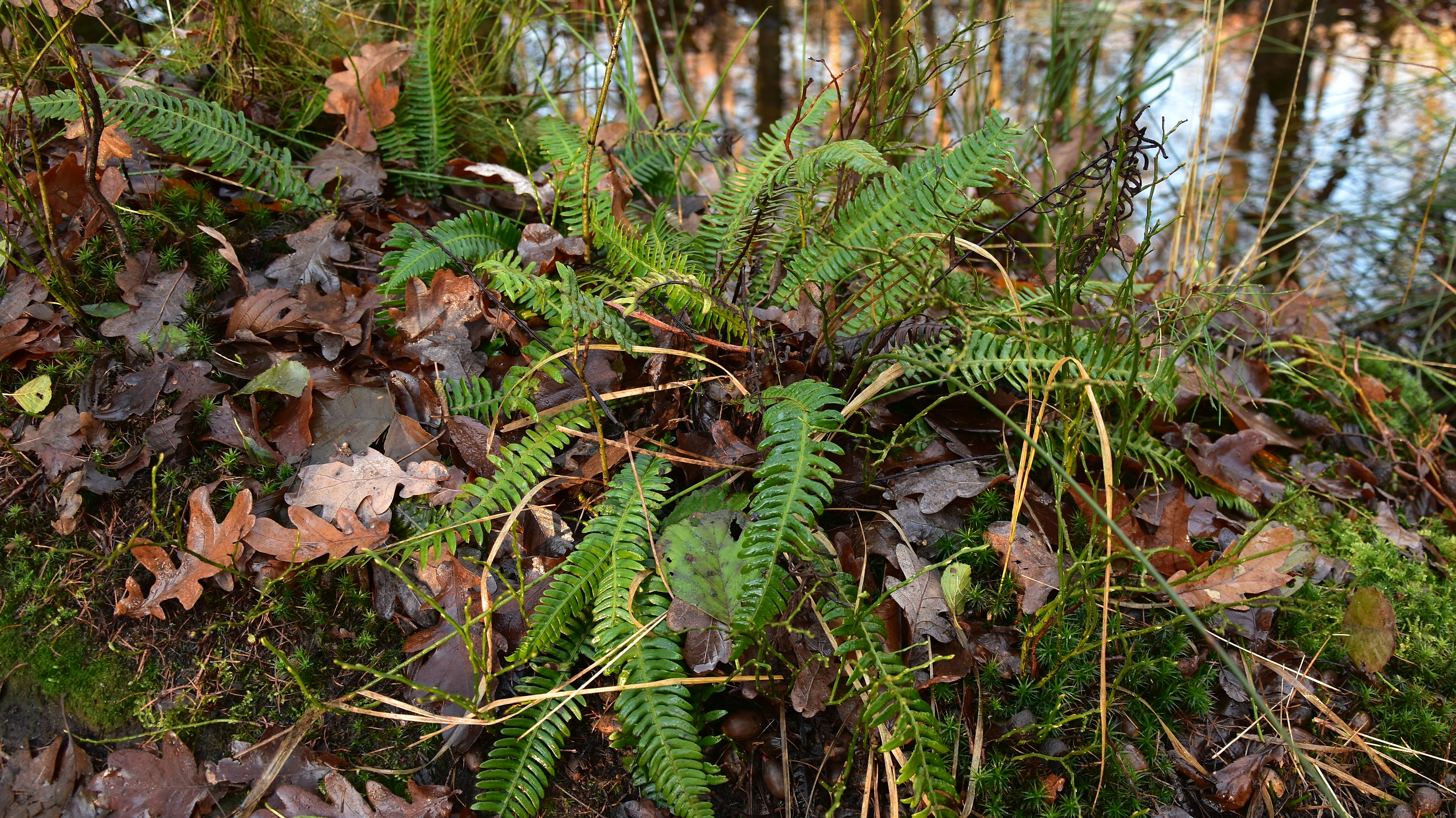
Dubbelloof
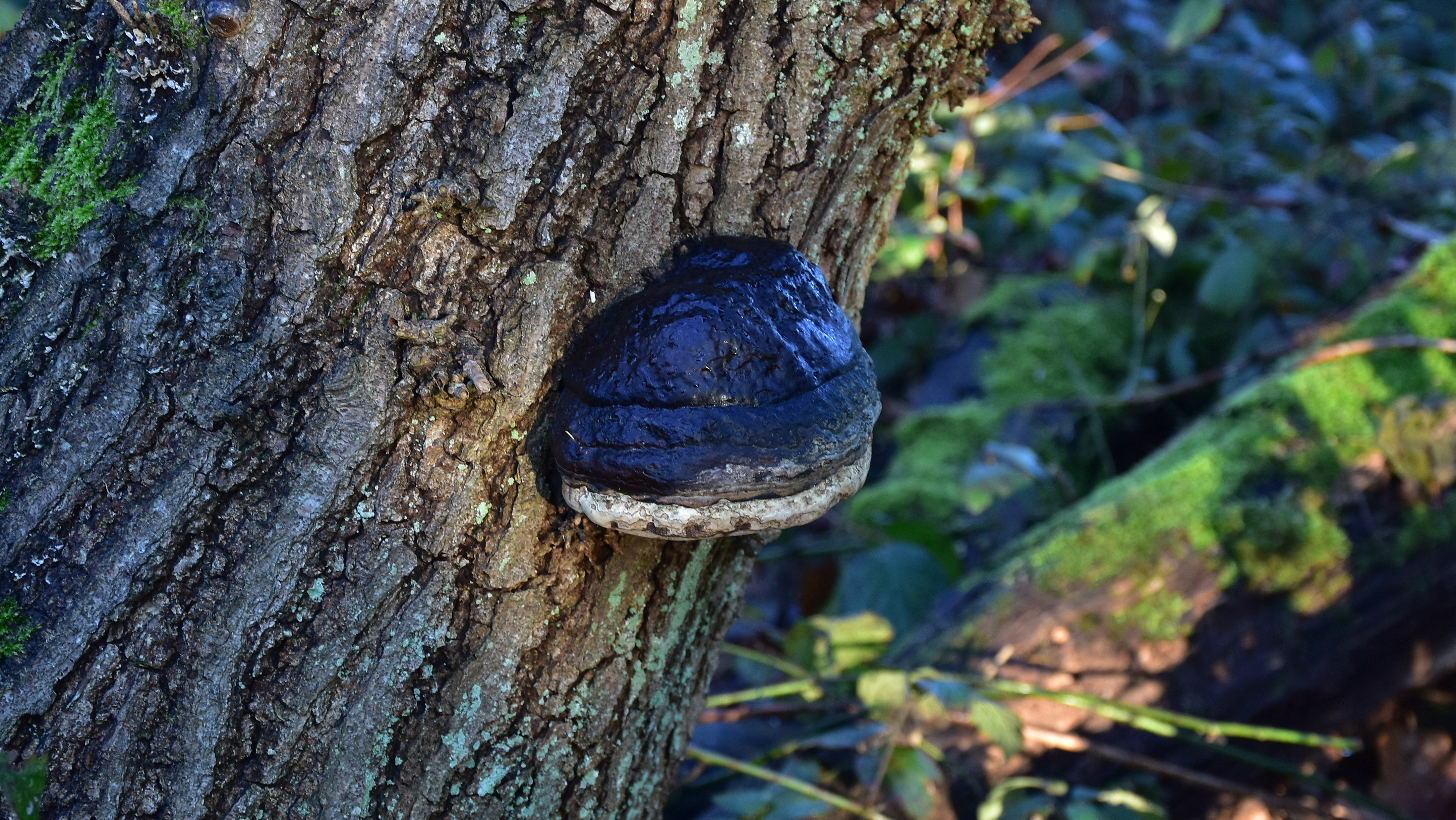
Echte tonderzwam
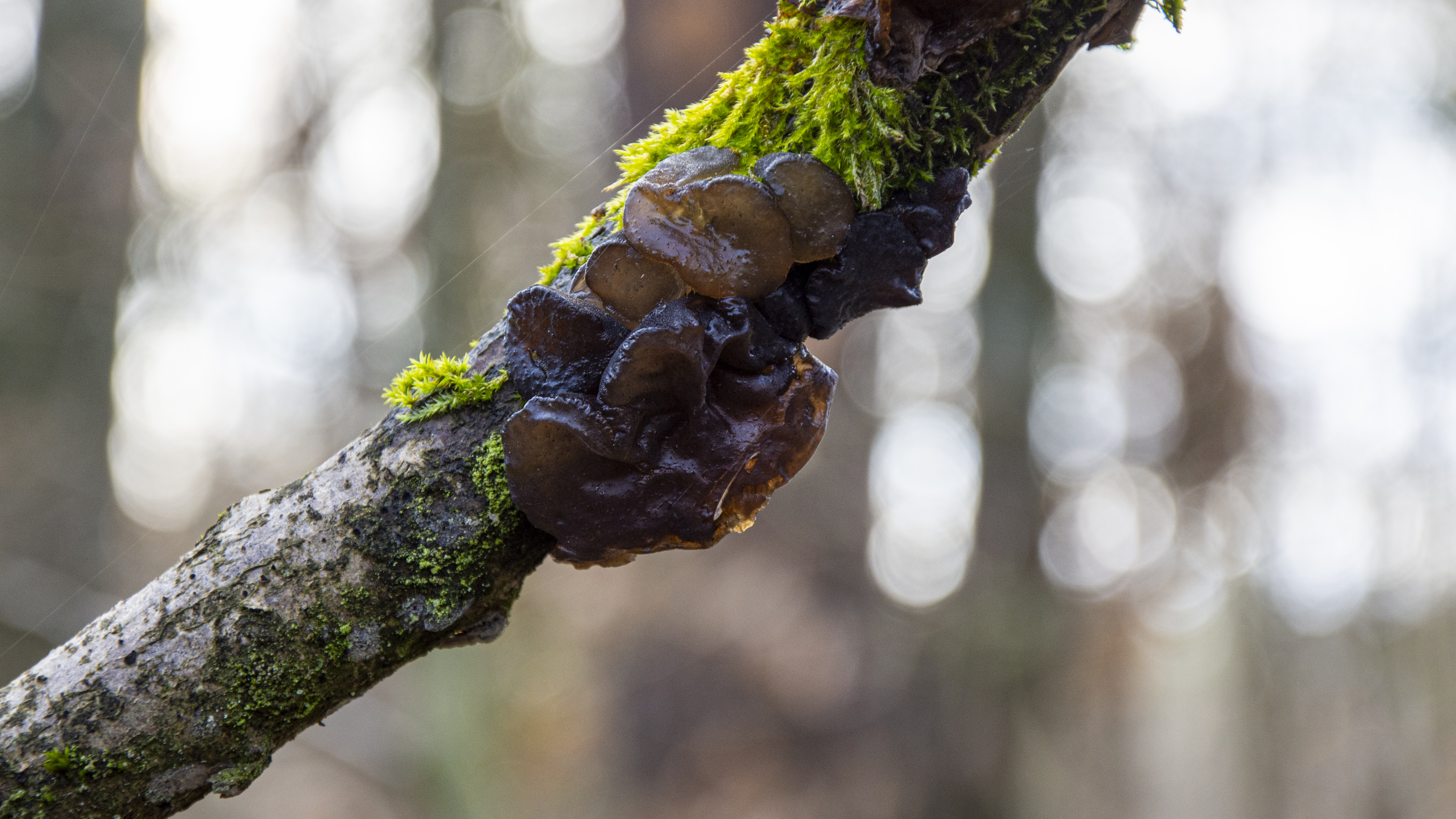
Eikentrilzwam
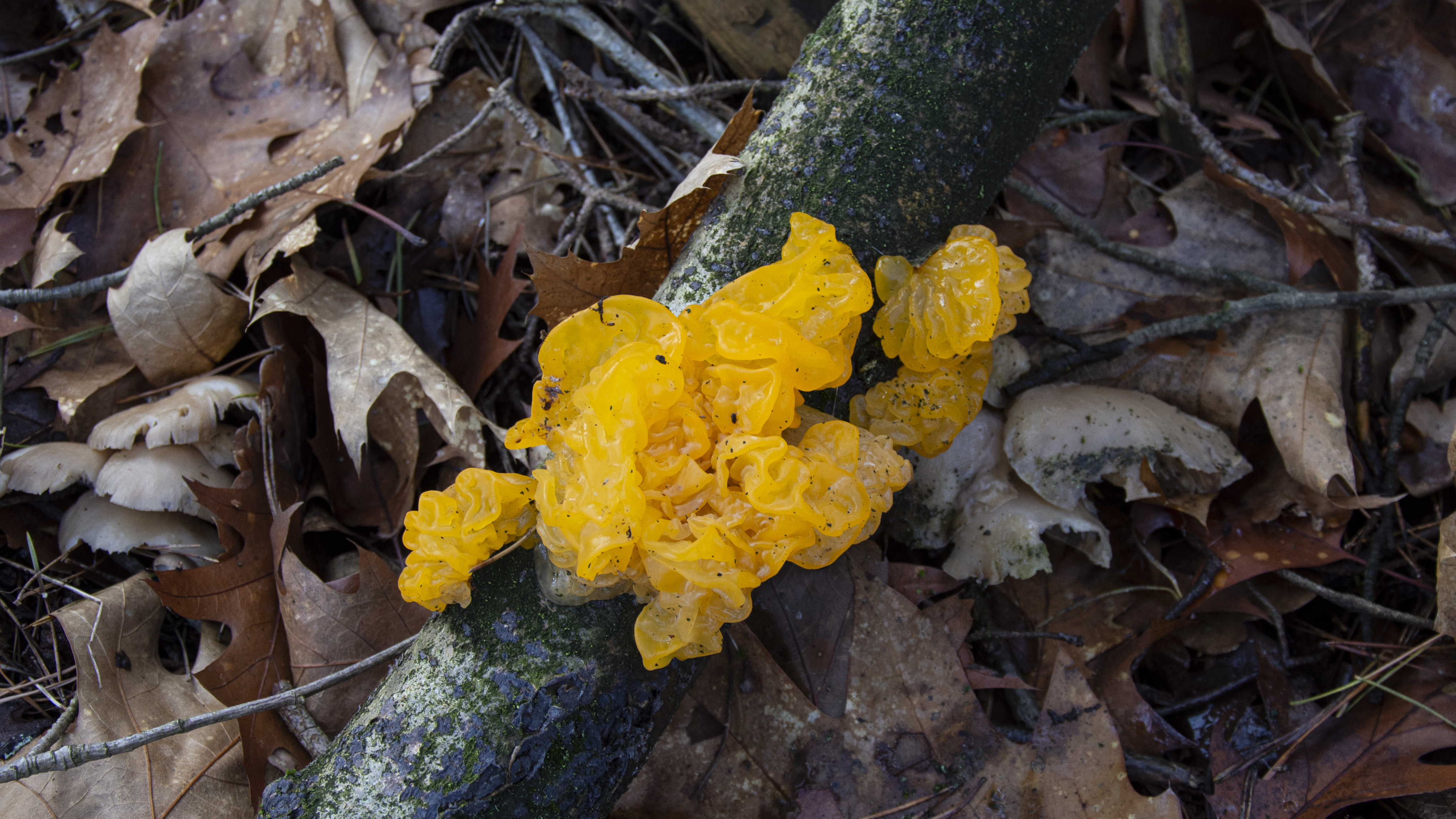
Gele trilzwam